# The Ultimate Fighter: Team Rampage vs. Team Forrest
The Ultimate Fighter: Team Rampage vs. Team Forrest fue la séptima temporada del reality de televisión de The Ultimate Fighter que se estrenó el 2 de abril de 2008. Los equipos separados fueron dirigidos por el campeón de peso semipesado de UFC Quinton Jackson y el retador al título Forrest Griffin.

## Elenco

### Entrenadores
- Equipo Rampage
  - Quinton "Rampage" Jackson, entrenador principal
  - Zach Light, entrenador asistente, Lucha
  - Juanito Ibarra, entrenador asistente, Boxeo

- Equipo Forrest
  - Forrest Griffin, entrenador principal
  - Cameron Diffley, entrenador asistente, Jiu-Jitsu
  - Mark Beecher, entrenador asistente, Muay Thai
  - Gray Maynard, entrenador asistente, Lucha

### Peleadores
- Equipo Rampage
  - CB Dollaway, Matthew Riddle, Paul Bradley*, Dan Cramer, Gerald Harris, Mike Dolce, Jeremy May, Brandon Sene, Patrick Schultz

- Equipo Forrest
  - Tim Credeur, Amir Sadollah, Jesse Taylor*, Matt Brown, Cale Yarbrough, Dante Rivera, Nick Klein, Luke Zachrich

- Peleadores eliminados después de la primera ronda:
  - David Baggett, Steve Byrnes, Erik Charles, John Clarke, Josh Hall, Mike Marrello, Prince McLean, Aaron Meisner, David Mewborn, Reggie Orr, Jeremiah Riggs, David Roberts, Nick Rossborough, Dan Simmler, John Wood

[*] - Fuera del espectáculo.

### Otros
- Anfitriones: Dana White
- Narrador: Mike Rowe

## Final
- Peso medio:  Amir Sadollah vs.  CB Dollaway

Sadollah derrotó a Dollaway vía sumisión (armbar) en el 3:02 de la primera ronda para convertirse en el ganador de peso medio de TUF.